# ۶۵۹ (میلادی)
۶۵۹ (میلادی) ششصد و پنجاه و نهمین سال تقویم میلادی است.

## رویدادها[۱]
بر اساس مکان
امپراتوری بیزانس
- جنگ اعراب و بیزانس: امپراتور کنستانس دوم پیمان صلحی را با خلافت راشدین امضا می‌کند. او از این وقفه برای تقویت استحکامات خود و تثبیت کنترل بیزانس بر ارمنستان استفاده می‌کند. کنستانس تماتا را تأسیس می‌کند و فرماندهی منطقه‌ای در آناتولی را تقسیم می‌کند.

- کنستانس دوم پسرش هراکلیوس را به مقام امپراتور مشترک (آگوستوس) در کنار برادرش تیبریوس ارتقا می‌دهد.

آسیا
- سفیری از ژاپن به امپراتوری چین اعزام شد و امپراتور گائوزونگ او را به حضور پذیرفت. سلسله تانگ مصمم است که در سال آینده اقدامات اداری در رابطه با ژاپن انجام دهد. فرستادگان بازداشت شدند.

بر اساس موضوع
دین
- ۱۷ مارس - گرترود از نیولس، دختر پپن لانده (شهردار کاخ اوسترازیا)، در بستر مرگ درخواست می‌کند که با کفن کتانی ساده دفن شود. این رسم سنتی (پاگانیسم) قبر «مبله» است.

- لئودگار، مخالف ابروین (شهردار کاخ)، به عنوان اسقف اوتون در بورگوندی منصوب می‌شود.

## زادگان[۱]
- علی بن حسین بن علی بن ابی‌طالب، نبیره حضرت محمد و امام شیعه

- کدوالای، پادشاه وسکس (تاریخ تقریبی)

- فوجیوارا نو فوهیتو، دولتمرد ژاپنی (متوفی ۷۲۰)

- هه ژیژانگ، شاعر چینی (تاریخ تقریبی)

## درگذشتگان[۱]
- ۱۷ مارس - گرترود از نیولز، راهبه فرانکی (متولد حدود ۶۲۸)

- ۳ نوامبر - دنها اول از تکریت، کلانشهر بزرگ ارتدکس سریانی شرق.

- باوو از گنت، نجیب‌زاده و قدیس فرانکی (متولد ۶۲۲)

- هان یوان، صدراعظم سلسله تانگ (متولد ۶۰۶)

- یشوع‌یهب سوم، پاتریارک کلیسای شرق

- لیو شی، صدراعظم سلسله تانگ

- ژانگسون ووجی، صدراعظم سلسله تانگ

‎